# 本久寺 (和歌山市)
本久寺（ほんきゅうじ）は、和歌山県和歌山市毛見にある日蓮宗の寺院。山号は万部山。旧本山は和歌山市の感応寺。瑶林院寄進の日蓮聖人像を安置する。

## 歴史
慶長年間（1596年－1615年）本覚院日玄（法華経一万部読誦の願を立て11,800部読誦したという。）が広瀬川の河畔に結んだ草庵が起源。正保年間（1644年－1648年）日方（2世）が島崎町に移転し中興した。平成10年（1998年）和歌山市都市計画により現在地に移転した。　

## 参考資料
- 日蓮宗寺院大鑑編集委員会『宗祖第七百遠忌記念出版 日蓮宗寺院大鑑』 大本山池上本門寺 (1981年)